# 張機

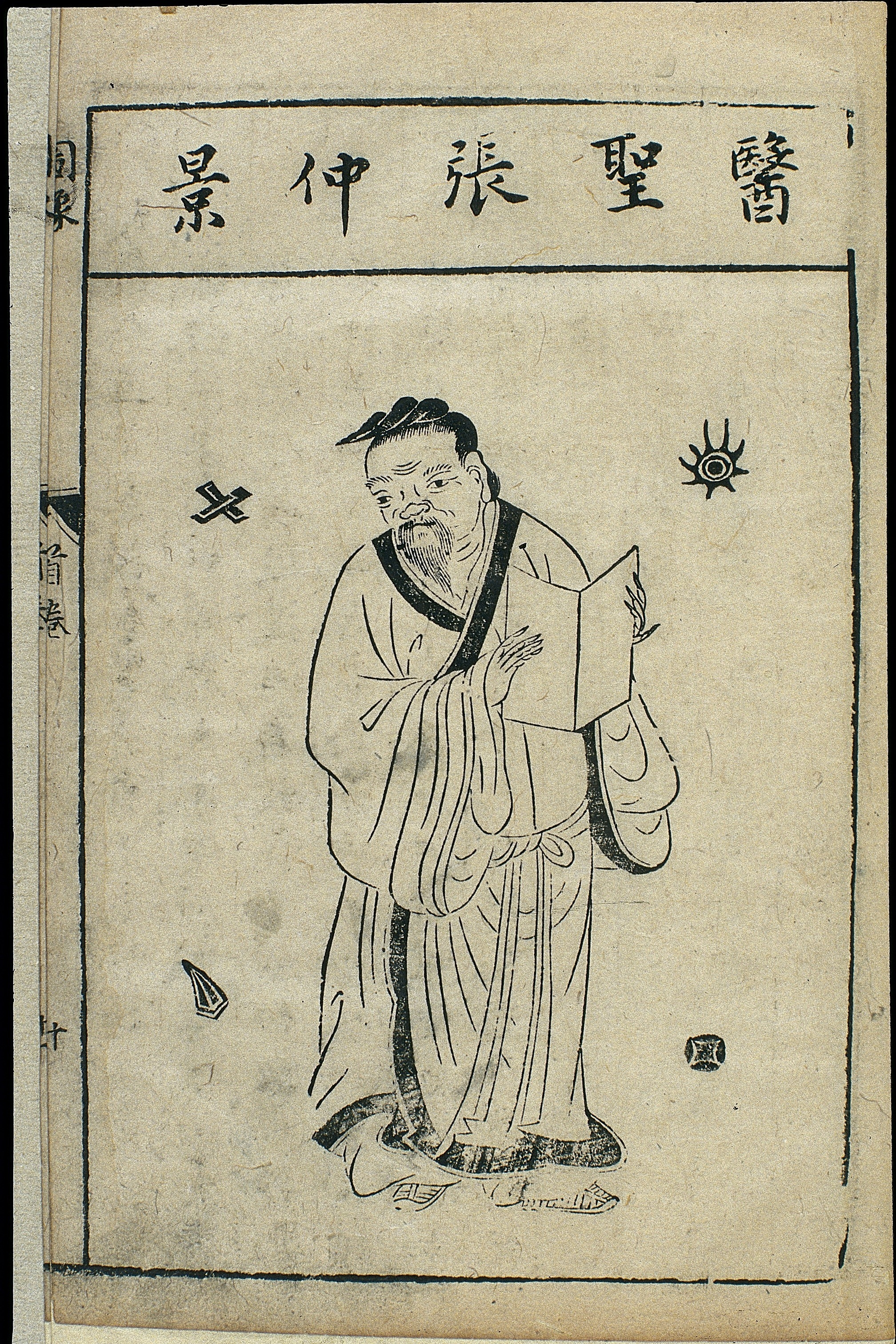
張機

張 機（ちょう き、150年 - 219年）は、中国後漢末期の官僚・医師。張璣とも。字は仲景。荊州南陽郡涅陽県の人。張仲景として知られ、その功績から医聖と称えられている。

## 生涯
張機は親孝行で清廉であったため、孝廉に推挙されて建安年間（196年 - 220年）初期には長沙太守であったという（なお、191年までは孫堅が長沙太守を務め、198年には長沙太守の張羨が劉表に反乱を起こしている）。
青年時代に同郷の張伯祖から医術を学んだ。後漢末期の混乱とそれに追い討ちをかける疫病（200人いた親族のうち3分の2が10年間のうちに疫病によって死亡し、うち7割が「傷寒病」だったという）に心を痛め、官を退いて医学の研鑽に務めることになった。
張機の医学は医道に精通して治療にあたると同時に、謹厳さと柔軟性、強い責任感を持つことを旨とし、先人の知識を尊重しつつも患者個々の症状に応じて独創的な治療を試みたと言われている。
古代から伝わる医学の知識と自らの経験をもとに『傷寒雑病論』（後に『傷寒論』と『金匱要略方論』に分割された）を著し、後々まで漢方医学の最も重要な文献となった。
河南省南陽市宛城区に順治13年の墓碑があり、「東漢長沙太守醫聖張仲景先生之墓」と大書され、祠堂も建てられている。全国重点文物保護単位。